# Juan X
Juan X (Borgo Tossignano, 860-Castillo de Sant'Angelo, mayo de 928) fue el papa 122.º de la Iglesia católica de 914 a 928.

## Biografía

### Primeros años y cargos
Nació en Borgo Tossignano, Provincia de Bolonia, Italia.
Tras completar el diaconado en Bolonia fue fiscal del arzobispo de Rávena.
En 905, fue nombrado por el papa Sergio III, obispo de Bolonia y arzobispo de Rávena.

### Pontificado
Fue elegido papa en marzo de 914; a su vez el cuarto papa del periodo conocido como "pornocracia". 
Al igual que sus predecesores, fue elegido gracias al apoyo e influencia del senador romano Teofilacto I, su esposa Teodora y la hija de ambos Marozia.
A pesar del apoyo de la aristocracia romana en su elección, no cabe catalogarlo como un pontífice títere ya que hizo valer su poder sobre la nobleza. 
Su pontificado se inicia con el agravamiento de los ataques sarracenos a las costas italianas desde sus bases en Sicilia. Para poner fin a los mismos logra una coalición de los distintos príncipes italianos, entre los cuales figuran el marido de Marozia Alberico I, Landulfo de Benevento y el rey de Italia Berenguer I, que es atraído a la causa mediante su coronación, en 915, como emperador del Sacro Imperio.
En 915, un papa se pone por primera vez en la historia al frente de un ejército, junto a Alberico I logrando en la Batalla de Garigliano la derrota definitiva de los sarracenos.
En 924 Berenguer I es asesinado, será el último emperador del Sacro Imperio descendiente de Carlomagno.
El cargo de emperador quedará vacante hasta que en 962 lo ocupe Otón I.
La muerte de Berenguer dejó también vacante el trono de Italia. Él decidió apoyar como sucesor a Hugo de Provenza lo que le supuso enfrentarse con Marozia, quien ordenó a su segundo marido Guido de Toscana dirigirse a Roma al frente de un ejército, deponer al Papa y encarcelarlo.
Falleció en prisión en mayo de 928, probablemente asfixiado con una almohada.